# Alexander Fleming (escultura)
L'escultura urbana coneguda pel nom Alexander Fleming, ubicada a l'entrada a l'aldea de Vallín, en la parròquia de Limanes, a la ciutat d'Oviedo, Principat d'Astúries, Espanya, és una de les més d'un centenar que adornen els carrers de l'esmentada ciutat espanyola.
El paisatge urbà d'aquesta ciutat, es veu adornat per obres escultòriques, generalment monuments commemoratius dedicats a personatges d'especial rellevància en un primer moment, i més purament artístiques des de finals del segle xx.
L'escultura, feta de pedra, és obra de Félix Alonso Arena, i està datada 1972.
Aquesta escultura es va realitzar en honor del metge Alexander Fleming, descobridor de la penicil·lina. Es tracta d'un conjunt format per un muret de maó que es tanca amb una reixa de ferro colat, presidit pel bust llaurat en pedra d'aquest important metge investigador. Als costats del conjunt hi ha relleus dels escuts d'Oviedo i Limanes.